# Ралица Паскалева
Ралица Красимирова Паскалева е българска актриса и телевизионна водеща. Известна е с ролята си на д-р Стилянова в сериала „Откраднат живот“, както водеща на риалитито „Игри на волята“ от втори сезон.

## Биография
Ралица Паскалева е родена на 20 септември 1989 г. в град Русе, България, в семейството на Даниела и Красимир Паскалеви.
Учи в СОУПНЕ „Фридрих Шилер“ в град Русе, а по-късно завършва „Първа езикова гимназия“ във Варна.
Приета е още от първия път в НАТФИЗ в класа на проф. Стефан Данаилов. Още преди да завърши академията през 2012 г., започва да се снима в български и чуждестранни продукции.
През 2015 година Ралица Паскалева завършва ускорен курс Film Acting в известната киноакадемия – NYFA – New York Film Academy в кампуса La Femis в Париж.

### Кариера в театъра
На театралната сцена от 2011 до 2012 г. играе на сцената на Театър „Българска армия“ в представлението „Както ви харесва“ на проф. Красимир Спасов.
Играе един месец в представленията Médée, l'insomnie de l'amour monstre и Casanova – Requiem for love в Théâtre de l'Épée de Bois в Париж.

### Кариера в киното и телевизията
Паскалева е известна с ролите си във филми и сериали, които са на адвокат Милена Хаджийска в „Кантора Митрани“, журналистката Дарина Михайлова в „Столичани в повече“, Дженифър в „Корпус за бързо реагиране 2: Ядрена заплаха“, принцеса Арабела в „Името на краля 3“, Симона Александрова в „11А“, Елза в „Лабиринти на любовта“ и д-р Галя Стилянова в „Откраднат живот“.
От 2020 г. влиза като водещ в реалити предаването „Игри на волята“ (от втори сезон), където си партнира с Димо Алексиев.
През февруари 2023 г. участва в риалити предаването „Като две капки вода“ с Димо Алексиев.

### Кариера в дублажа
Паскалева озвучава два анимационни филма, записани в студио „Александра Аудио“ през 2017 г. и 2022 г.
Първият е „Емоджи: Филмът“, в която озвучава Терабайт, а вторият е „DC Лигата на супер-любимците“ като Жената-чудо, която е и последната ѝ роля в дублажа.

## Участия в театъра
Театър НАТФИЗ
1. „Добрият доктор“ от Нийл Саймън – постановка проф. Стефан Данаилов[5]
2. „Интимно в асансьора“ от Жерар Лозие – постановка проф. Стефан Данаилов[6]
3. „Както ви хареса“ на Уилям Шекспир – режисьор проф. Стефан Данаилов, превод Валери Петров[7]

Театър София
- октомври 2017 г. – „Тирамису“ от Йоанна Овшанко – режисьор Николай Поляков[8][9]

## Филмография
- „Кантора Митрани“ (2012) – Милена Хаджийска
- „Столичани в повече“ (2013) – Дарина Михайлова
- „Код червено“ (2013) – Млада майка
- „Корпус за бързо реагиране 2: Ядрена заплаха“ (2014) – Дженифър
- „В името на краля 3“ (2014) – Арабела
- „Апокалипсиса Помпей“ (2014) – Алита
- „Снайперисти 2“ (2014) – Хедър
- „Лабиринти на любовта“ – Елза
- „11А“ (2016) – Симона
- „Откраднат живот“ (2016 – 2020) – д-р Галя Стилянова
- „Ангелът“ (2018) – Агент на МОСАД

## Роли в дублажа
- „Емоджи: Филмът“ (2017) – Терабайт[3]
- „DC Лигата на супер-любимците“ (2022) – Жената-чудо[10][4][11]

## Други дейности
От началото на 2015 г. Ралица преподава актьорско майсторство за кино и театър в МОНТФИЗ (Младежка организация за независимо театрално и филмово изкуство).
През 2022 г. е преподавател в школата по актьорско майсторство към „Нов театър“ с Башар Рахал и Зафир Раджаб.
През 2022 г. подкрепя кампанията „Подкрепи отбора на бъдещето – децата на България“ на „УНИЦЕФ“, със Златните момичета на България, Поли Генова, Алек Алексиев, Ники Кънчев, Даниел Петканов, Слави Панайотов, Бойко Кръстанов, Искра Донова, Евелин Костова, Радина Кърджилова, Радина Боршош и други.

## Личен живот
От 2017 г. Ралица Паскалева е омъжена за волейболиста Теодор Салпаров. През февруари 2018 г. е обявено, че двамата чакат дете. Синът им Максим се ражда на 3 юли 2018 г. През май 2023 е обявено, че те чакат второ дете. На 4 октомври 2023 им се ражда още един син – Красимир.